# Bogdan Koca
Bogdan Koca (ur. 21 lutego 1952 w Warszawie) – polski aktor teatralny, reżyser, pisarz i kompozytor.

## Życiorys
Absolwent Wydziału Aktorskiego PWST w Warszawie (rocznik 1975).
Zadebiutował rolą Henryka w Ślubie Witolda Gombrowicza w reżyserii Jerzego Grzegorzewskiego na deskach Teatru Polskiego we Wrocławiu 6 stycznia 1976 roku. W latach 1976–1980 współuczestniczył w tworzeniu Wrocławskiego Teatru Instrumentalnego (reżyserował dla tego teatru Sonatę widm według Augusta Strindberga) oraz teatru Why Not? (gdzie był reżyserem angielskojęzycznej wersji Pod mlecznym lasem Dylana Thomasa. Spędził rok (1981-1982) w Austrii, gdzie zorganizował międzynarodową grupę teatralną w Melku. Wystawił z nią m.in. fragmenty utworów Adama Mickiewicza w języku niemieckim oraz oparty na tekstach Rainera Marii Rilkego spektakl Bilder. W 1982 roku wyjechał do Australii. Po roku założył kompanię teatralną pod nazwą Thalia Theatre Company, która działała do roku 1994 i przeszła do historii teatru australijskiego jako jedno z najbardziej kreatywnych i nowatorskich zjawisk artystycznych. W latach 1994–1997 założył Poetically Correct Productions, później przekształconą w Sydney Art Theatre. W latach 1994–1997 pełnił funkcję dziekana Wydziału Teatru i Dramatu na Uniwersytecie Nepean w Sydney, a w latach 1995-1998 był stałym członkiem komisji doradczej do spraw kultury przy Rządzie Stanowym Nowej Południowej Walii. Pełnił również rolę doradcy przy komitecie do spraw teatru w Ministerstwie Kultury Rządu Stanowego Nowej Południowej Walii. 
Podczas pobytu w Australii wyreżyserował wiele teatralnych, takich jak Hamlet Szekspira i Ślub Gombrowicza (oba przedstawienia wystawione w roku 1986 podczas Międzynarodowego Festiwalu Sztuki w Adelaide), a także australijską prapremierę Emigrantów Sławomira Mrożka (wystawiona w roku 1984 podczas Międzynarodowego Festiwalu Sztuki w Adelaide), australijską premierę Splendid's Jeana Geneta (Belvoir Street Theatre, 1995), Ja, Feuerbach Tankreda Dorsta (Thalia Theatre Company, 1994), The Season at Sarsaparilla Patricka White’a (Teatr Nepean, 1996), Under Milk Wood (Pod Mlecznym Lasem) według Dylana Thomasa (1998), The Bench (Ławeczka) Alexandra Gelmana (1998), Makbeta Szekspira (1998), The Malady of Death Marguerite Duras (1999), Matka Witkacego (2000), Śmierć w Wenecji Thomasa Manna (2000) i Iwona, księżniczka Burgunda Gombrowicza (2000). Reżyserował też słuchowiska radiowe, m.in. napisane i zrealizowane dla radia ABC Lexes i Gobs and Faces (2002).
W roku 2006 wrócił do Polski, gdzie od września 2006 do 2009 roku był aktorem Teatru Polskiego we Wrocławiu. Od 1 kwietnia 2009 roku do 30 czerwca 2013 roku był dyrektorem Teatru im. C. K. Norwida w Jeleniej Górze.
Bogdan Koca jest autorem ponad 30 sztuk teatralnych, m.in. Apparitions (1988), Reality Number Six (1993; przetłumaczona na język polski jako Szósta rzeczywistość), Sparring Partner (1995), Annette & Annette (1996), Gunter's Wife (1996), The Evanescence Of The Playwright With No Name (1996), Classes (1998), Biding Time (1999), Conrad Knowles (2000), Garroting (2001), My Name Is Such And Such (przetłumaczona na język polski przez samego autora jako Nazywam się tak a tak), The Last Sentence Before Execution (2002; przetłumaczona na język polski jako Ostatnie zdanie przed egzekucją), Prelude to Joyce's Artist, Northwest of Cusco, The Poet, The Women and Frocks.

## Filmografia
- 1977: Kochaj albo rzuć - September jr.
- 1978: Zmory - Marecki
- 1979: Biała gorączka - Lutek
- 1980: Panienki - chory
- 1980: Smak wody - mężczyzna na konferencji (nie występuje w czołówce)
- 1981: Dreszcze - druh wychowawca
- 1981: Rdza
- 1981: „Anna” i wampir
- 1988: Ghosts... of the Civil Dead - Waychek
- 1988: Kłopoty w raju - Lustig
- 1988: The Everlasting Secret Family
- 1989: Bangkok Hilton - edytor obrazów
- 1992: Resistance - Strickland
- 1992: The Leaving of Liverpool - Pavel
- 1993: Opiekun - psycholog
- 1995: Blue Murder - Lewis Roussos
- 1995: Lilian's Story - taksówkarz
- 1997–1999: Tropem zbrodni - Kosta Bonik
- 1998: Cena życia - Mikael Zielinski/Borys, kierowca
- 1999: Bliskie związki - Boyack
- 2001: La Spagnola - polski pacjent
- 2003: Tajemnica Aleksandry - Bill
- 2005: Propozycja - Paul Broussard
- 2008: Pora mroku - dyrektor
- 2008: Trzeci oficer - aktor Edmund Parol (odc. 5 Stąd do wieczności)
- 2009: Janosik. Prawdziwa historia - drugi sędzia
- 2009: Świnki - Bogdan, ojciec Tomka
- 2009: Zero - detektyw
- 2012–2013: Prawo Agaty - sędzia Gebel (odc. 2, 17 i 43)

## Reżyseria
- 1989: Shall We Dance
- Intrlocutor

## Scenariusz
- 1989: Shall We Dance
- Intrlocutor

## Muzyka
- 1989: Shall We Dance
- Intrlocutor

## Wybrane role teatralne
W Teatrze Polskim we Wrocławiu:
- 1976: Ślub - Henryk
- 1977: Alicja w krainie czarów - Kot
- 1977: Tragiczna historia Hamleta - Laertes
- 1978: Iwona, księżniczka Burgunda - Walenty
- 1979: Nie-Boska komedia - Leonard, Wariat
- 1980: Opętani - Marian Leszczuk

W teatrze Sydney Theatre Company w Sydney:
- 2001: Trzy siostry - Wasilij Solony
- 2002: Life is a dream (Życie jest snem) - Clotaldo

W teatrze Sydney Art Theatre w Sydney:
- 2001: Biography: A Game - prof. Kuman

We Wrocławskim Teatrze Pantomimy:
- 2007: Śmierć w Wenecji - Pisarz

W Teatrze Pieśń Kozła we Wrocławiu:
- 2009: Pożądanie w cieniu wiązów - Cabot

W Teatrze im. C. K. Norwida w Jeleniej Górze:
- 2009: Jesteśmy braćmi? - Alfred Manx
- 2009: Kolacja na cztery ręce - Jan Sebastian Bach

## Nagrody
- 1979: nagroda Towarzystwa Miłośników Teatru i Towarzystwa Przyjaciół Teatru za rolę Walentego w przedstawieniu „Iwona księżnickza Burgunda” Witolda Gombrowicza w Teatrze Polskim we Wrocławiu.
- 1979: Złota Iglica
- 1980: Brązowa Iglica
- 1981: Złota Iglica
- 1989: nominacja do AFI Award za rolę w filmie Ghosts… of the Civil Dead.
- 1993: nagroda Sydney Critics’ Circle (Stowarzyszenia Krytyków Teatralnych w Sydney) za całokształt twórczości teatralnej.
- 1994: nominacja do The Green Room Award za sztukę My Name Is Such And Such.
- 2003: nominacja do FCCA Award (nagrody Stowarzyszenia Australijskich Krytyków Filmowych) za rolę Billa w filmie Tajemnica Aleksandry.